# Bernard Maguire
Bernard John Maguire war ein irischer Politiker, eine Zeitlang auch der Fianna Fáil. Von 1927 bis 1951 und von 1954 bis 1957 war er Teachta Dála (Abgeordneter) im Dáil Éireann, dem irischen Unterhaus.

## Biografie
Maguire war als Landwirt tätig. Er trat bei den Wahlen im Juni 1927 im Wahlkreis Leitrim–Sligo an, hatte jedoch keinen Erfolg. Das änderte sich bei den Wahlen im September 1927. Dort konnte er in den Dáil einziehen. Diesen Sitz konnte er bei den Wahlen 1932 und 1933 halten. Auch bei den Wahlen 1937, als er im Wahlkreis Leitrim antreten musste, war er erfolgreich. Diesen Erfolg konnte er bei den Wahlen 1938 wiederholen. 1939 trat er allerdings aus der Fianna Fáil aus. Bei den nachfolgenden Wahlen trat er dann als unabhängiger Kandidat an. Er konnte weiterhin seinen Sitz bei den Wahlen 1943 und 1948 verteidigen. Ab dem Jahre 1948 trat er im Wahlkreis Sligo–Leitrim an. 
Bei den Wahlen 1951 verlor er erstmals seinen Sitz, konnte ihn aber 1954 zurückgewinnen. Als er den Sitz bei den Wahlen 1957 wieder verlor, trat er bei den nachfolgenden Wahlen nicht mehr an.